# Фрейтас, Ивсон де
Ивсон де Фрейтас (порт.-браз. Ivson/Yvson de Freitas; 13 мая 1929, Патросиниу-ду-Муриаэ — 23 августа 2006, Ален-Параиба) — бразильский футболист, нападающий.

## Карьера
Ивсон начал карьеру в клубе «Насьонал» из Муриаэ. Оттуда футболист в 1948 году перешёл во «Флуминенсе», где впервые сыграл 1 мая в матче с «Крузейро» (2:1). Затем форвард перешёл в «Васко да Гаму», с которой смог выиграть чемпионат штата. Он возвратился во «Флуминенсе» в 1950 году и выступал там два сезона, проведя в общей сложности 13 матчей и забив 5 голов. Последней встречей нападающего в составе команды стала игра против «Портсмута» (2:1) 3 июня 1951 года. Оттуда футболист перешёл в «Мадурейру». 
В середине 1952 года Ивсон стал игроком клуба «Бангу». Он дебютировал в составе команды 7 мая в матче с «Орьенте» (2:3). Всего он сыграл за команду 8 матчей и забил один гол, лишь две встречи из них были официальными. После этого Ивсон перешёл в «Наутико». В первом же сезоне он выиграл с командой чемпионат штата Пернамбуку, а через сезон повторил это достижение. Дважды, в 1953 и 1954 годах, он становился лучшим бомбардиром первенства, забив в обоих случаях по 16 голов. Ивсон играл в составе «Наутико» до 1957 года, проведя 159 матчей и забив 118 мячей.
Осенью 1957 года Ивсон уехал в Португалию, подписав контракт с лиссабонским «Спортингом». 24 ноября он дебютировал в составе команды в матче с «Баррейренсе», где забил гол. За клуб в сезоне он сыграл в шести матчах и забил семь голов. Из них шесть были в чемпионате страны, выигранном «Спортингом». В следующем сезоне он также забил в первенстве шесть голов, а также четыре мяча в Кубке европейских чемпионов. Всего в составе «Спортинга» бразилец провёл 16 матчей и забил 17 голов. В феврале 1959 года клуб разорвал контракт с футболистом, из-аз чего тот был вынужден перейти в «Лузитану». 
Затем Ивсон играл за «Спортинг» из Ковильяна и клуб «Салгейруш». В 1961 году нападающий возвратился в Бразилию, присоединившись к «Спорт Ресифи». Он выиграл с командой свой последний титул чемпиона штата Пернамбуку, после чего завершил игровую карьеру. Ивсон умер в 2006 году из-за эмфиземы лёгких. Он был похоронен 24 августа на кладбище в Ален-Параибе.

## Достижения

### Командные
- Чемпион штата Рио-де-Жанейро: 1949
- Чемпион штата Пернамбуку: 1952, 1954, 1961
- Чемпион Португалии: 1957/1958

### Личные
- Лучший бомбардир чемпионата штата Пернамбуку: 1953 (16 голов), 1954 (16 голов)

## Личная жизнь
Ивсон был женат на Фернанде Перейра е Кастро. Их свадьба состоялась в 1958 году в церкви Сан-Жуан-Баптиста в Лиссабоне.